# إدغار باول
إدغار باول (بالإنجليزية: Edgar Powell)‏ (6 يناير 1899 بكارديف في المملكة المتحدة - 1 يناير 1955) هو لاعب كرة قدم بريطاني (وحمل سابقاً جنسية المملكة المتحدة لبريطانيا العظمى وأيرلندا) في مركز الهجوم. لعب مع ستوك سيتي ونادي باري تاون يونايتد وهدرسفيلد تاون ونادي بارو وMerthyr Town F.C. ‏ وأكرينجتون ستانلي ‏ ودنابي يونايتد.